# سایروس لازل وارنر ایدلیتز
سایروس لازل وارنر ایدلیتز (انگلیسی: Cyrus L. W. Eidlitz; ۲۷ ژوئیهٔ ۱۸۵۳ – ۵ اکتبر ۱۹۲۱) معمار اهل ایالات متحده آمریکا بود.